# 上海江南长兴重工
上海江南长兴重工有限责任公司简称长兴重工，厂区位于上海长兴岛船舶制造基地。公司隶属于中国船舶工业集团公司，上海外高桥造船有限公司以36%的股份为公司最大股东。长兴重工主要产品为集装箱船、散货船、矿砂船、液化天然气运输船、天然液化石油气运输船和大型海洋工程设施等。2018年2月，因长兴重工连年亏损，外高桥造船始考虑拟其所持股份出售。